# كوسوكه أوتا
كوسوكه أوتا ((بالإنجليزية: Kosuke Ota)‏؛ مواليد 23 يوليو 1987 في طوكيو) لاعب كرة قدم ياباني يجيد اللعب في مركز الدفاع مع منتخب اليابان الوطني ونادي طوكيو في الدوري الياباني الممتاز.

## روابط خارجية
- كوسوكه أوتا على موقع الاتحاد الدولي (مؤرشف)  (الإنجليزية)
- كوسوكه أوتا على موقع رابطة كرة القدم اليابانية للمحترفين (اليابانية)
- كوسوكه أوتا على موقع إي إس بي إن إف سي (الإنجليزية)
- كوسوكه أوتا على موقع قاعدة بيانات كرة القدم.إي يو (الإنجليزية)
- كوسوكه أوتا على موقع ناشيونال فوتبول تيمز (الإنجليزية)
- كوسوكه أوتا على موقع Soccerway.com (الإنجليزية)
- كوسوكه أوتا على موقع عالم كرة القدم.نت (الإنجليزية)